# Damias rotunda
Damias rotunda là một loài bướm đêm thuộc phân họ Arctiinae, họ Erebidae.